# Pleminia modesta
Pleminia modesta är en insektsart som beskrevs av Brunner von Wattenwyl 1895. Pleminia modesta ingår i släktet Pleminia och familjen vårtbitare. Inga underarter finns listade i Catalogue of Life.